# Peer Mock-Stümer

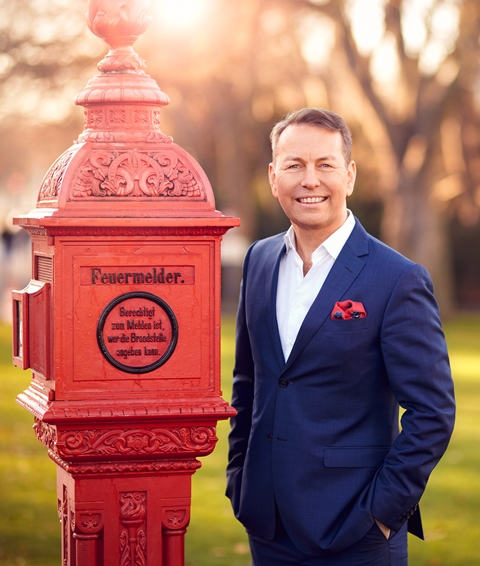
Peer Mock-Stümer (2020)

Peer Mock-Stümer (* 20. September 1967 in West-Berlin) ist ein deutscher Politiker (CDU). Seit 2023 ist er Mitglied des Abgeordnetenhauses von Berlin.

## Leben
Mock-Stümer wuchs in Charlottenburg-Wilmersdorf auf, wo er bis heute lebt. Er legte das Abitur am Walther-Rathenau-Gymnasium ab. Daraufhin absolvierte er eine Ausbildung zum Bankkaufmann. Anschließend studierte er Betriebswirtschaftslehre an der Freien Universität Berlin. Er schloss das Studium als Diplom-Kaufmann ab. Er ist als Immobilienunternehmer tätig. Er war von 2008 bis 2020 in seiner Eigenschaft als Vorsitzender der Boxabteilung von Hertha BSC Mitglied des erweiterten Präsidiums und von 2020 bis 2024 ehrenamtliches Mitglied des Präsidiums von Hertha BSC. Seit 2008 ist er Vizepräsident des Berliner Boxverbandes.
Mock-Stümer ist evangelisch, verheiratet und hat einen Sohn. Er ist der leibliche Sohn von Joachim Mock. Sein Adoptivvater ist der Immobilienunternehmer Claus Stümer.

## Politik
Mock-Stümer ist Mitglied der CDU.
Mock-Stümer kandidierte bei der Wahl zum Abgeordnetenhaus von Berlin 2021 im Wahlkreis Charlottenburg-Wilmersdorf 6, verfehlte jedoch den Einzug ins Abgeordnetenhaus. Bei der Wiederholungswahl 2023 konnte er das Direktmandat im Wahlkreis Charlottenburg-Wilmersdorf 6 gewinnen und zog ins Abgeordnetenhaus ein.
Mock-Stümer ist Ausschussvorsitzender für Kultur, Engagement und Demokratieförderung im Berliner Abgeordnetenhaus.